# Apuecla upupa
Apuecla upupa is een vlinder uit de familie van de Lycaenidae. De wetenschappelijke naam van de soort werd als Thecla upupa in 1907 gepubliceerd door Hamilton Herbert Druce.